# Cinéma canadien francophone
Pour un article plus général, voir Cinéma canadien.
Le cinéma canadien francophone est l'ensemble de la production de films en français, généralement tournés au Canada par les studios canadiens.

## Histoire
Du 10 au 18 novembre 2022 est organisée l'édition 2022 du Festival international du cinéma francophone en Acadie (FICFA), où « seules sont admissibles les œuvres issues de pays ou de régions membres de la Francophonie (selon Organisation Internationale de la Francophonie). »
En mars 2023, plusieurs films francophones sont présentés au Kingston Canadian Film Festival, le plus gros festival canadien de films en Ontario. Ils y présentent à guichet fermé les films Viking de Stéphane Lafleur et Rosie, le film trilingue (anglais, français et cri) de Gail Maurice. Les films sont sous-titrés en anglais. Le 14 avril 2023, le Québec et le Canada francophone sont à l'honneur des Prix Écrans canadiens au Meridian Hall de Toronto, avec notamment le film Brother de Clément Virgo qui remporte 12 prix dans la soirée, et la directrice de la photographie québécoise Sara Mishara qui remporte le prix de la Meilleure direction photographique pour le film Viking de Stéphane Lafleur.

## Réalisateurs et acteurs notables

### Réalisateurs
- Martin Cadotte
- Xavier Dolan
- Yves Simoneau
- Denis Villeneuve
- Jean-Marc Vallée

### Acteurs
- Lina Blais
- Frank Chiesurin
- Luc-Martial Dagenais
- Louis-Philippe Dandenault
- Jean Deschênes
- Marie-Hélène Fontaine
- François Grisé
- Renaud Lacelle-Bourdon
- Lisa Langlois
- Christian Laurin
- Daniel Lavoie
- Chanda Legroulx
- Luc Malette
- Micheline Marchildon
- Laure Marsac
- Guy Mignault
- Louise Nolan
- Stéphane Paquette
- Jean Pearson
- Donald Pilon
- Vincent Poirier
- Karen Racicot
- Karine Ricard
- Gisèle Trépanier
- Charlotte Valandrey
- Emmanuelle Vaugier
- Françoise Yip